# Remy Hii
Remy Hii (sinh năm 1986/1987) là một diễn viên người Úc đã tham dự Học viện nghệ thuật sân khấu quốc gia trong ba năm và xuất hiện trong nhiều tác phẩm sân khấu khác nhau, trước khi được chọn vào vai diễn trên truyền hình đầu tiên. Hii đóng vai chính Nguyễn Tường Vân trong bộ phim ngắn gồm bốn phần Better Man và vào vai Hudson Walsh trong opera xà phòng Neighbours năm 2013. Anh cũng đóng vai Hoàng tử Jingim trong loạt phim truyền hình gốc Netflix Marco Polo. Kể từ năm 2018, anh vào vai Simon Van Reyk trong bộ phim truyền hình tội phạm truyền hình Úc Harrow. Hii cũng tham gia diễn xuất trong loạt phim Sisters, bộ phim hài lãng mạn Crazy Rich Asians, và phim Spider-Man: Far From Home của Marvel.

## Tiểu sử
Hii sinh ở Queensland, mẹ là người Anh còn cha là người Hoa Malaysia. Anh theo học Đại học Công nghệ Queensland. Công việc nhà hát ban đầu của anh là với  Dự án Emerge , một nhánh của Switchboard Arts. Ở đó, anh đã biểu diễn một số tác phẩm gốc ở Brisbane bởi các nhà viết kịch địa phương từ năm 2005 đến năm 2007, từ năm 2009 đến 2011, anh tham dự Học viện Nghệ thuật Sân khấu Quốc gia (NIDA) tại Sydney, nơi anh tốt nghiệp năm 2011. Trong thời gian ở NIDA, Hii đã chơi trong nhóm RAPIDS ở Sydney, cùng với Will Shepherd, và các diễn viên đồng nghiệp Angus McLaren và Jamie Timony. Ban nhạc đã phát hành một EP tự đề tên vào năm 2010.

## Sự nghiệp
Buổi ra mắt nhà hát chuyên nghiệp của Hii là với sản phẩm của Công ty Nhà hát Queensland of The Estimator in 2007, sau khi anh được chú ý bởi nhà viết kịch David Brown biểu diễn trong một vở kịch đọc với  Dự án Emerge . Sau đó anh được chọn vào vai khách mời trong phim truyền hìnhs East of Everything and H2O: Just Add Water. Năm 2011, Hii xuất hiện với vai Tom trong bộ phim ngắn Kiss. Hii xuất hiện trong vai chính của Nguyễn Tường Vân trong mini xê ri bốn phần của SBS có tựa Better Man, bắt đầu phát sóng từ ngày 25 tháng 7 năm 2013. Bộ phim dựa trên một câu chuyện có thật. Vai diễn đã khiến Hii nhận được một đề cử cho Nam diễn viên chính xuất sắc nhất trong một bộ phim truyền hình tại 2014 AACTA Awards và Người mới xuất sắc nhất đã giành giải thưởng 2014 Giải Logie.
Vào ngày 12 tháng 6 năm 2013, Hii tham gia dàn diễn viên của Neighbours trong vai Hudson Walsh. Hudson được giới thiệu là người yêu thích nhân vật đã thành danh Chris Pappas (James Mason). Vào ngày 20 tháng 6, Hii nói với Daniel Kilkelly từ Digital Spy rằng anh ta đã được yêu cầu quay lại để tiếp tục quay vào tháng sau. Sau khi rời Neighbours, Hii được chọn vào vai Hoàng tử Jingim trong bộ phim Netflix Marco Polo. Bộ phim đã bị hủy bỏ sau hai mùa trong năm 2016. Hii tiếp tục diễn xuất trong bộ phim kinh dị năm 2017 của Paul Currie 2:22, và anh có một vai diễn định kỳ là Sam trong bộ phim truyền hình Úc Sisters. Hii đóng vai Alistair Cheng trong bộ phim hài lãng mạn 2018 Crazy Rich Asians, dựa trên tiểu thuyết cùng tên của Kevin Kwan.
Kể từ năm 2018, anh vào vai Simon Van Reyk, một nhà nghiên cứu bệnh học pháp y, trong bộ phim về tội phạm Harrow, and appears in every episode of the first series. Năm 2019, anh thủ vai Brad Davis trong Người Nhện xa nhà. Hii đã được thiết lập để đóng vai chính của Luen trong  Jane the Novela , một phần phụ từ Jane the Virgin mà sau đó không nhận bởi The CW.

## Sự nghiệp diễn xuất

### Truyền hình
| Năm  | Tên phim | Vai diễn | Ghi chú    |
| ---- | -------- | -------- | ---------- |
| 2021 | Arcane   | Marcus   | Lồng tiếng |